# Nematalosa erebi
Nematalosa erebi és una espècie de peix pertanyent a la família dels clupeids.

## Descripció
- Pot arribar a fer 48 cm de llargària màxima.
- 17-26 radis tous a l'aleta anal.[3][4]

## Alimentació
Menja algues bentòniques, insectes i crustacis petits.

## Depredadors
A Austràlia és depredat per Arius', Lates calcarifer, Maccullochella peelii, Macquaria ambigua, la perca de riu (Perca fluviatilis), Argyrosomus hololepidotus, Phalacrocorax, Haliastur sphenurus, el milà negre (Milvus migrans) i Pelecanus conspicillatus.

## Hàbitat
És un peix d'aigua dolça i salabrosa, pelàgic, potàdrom i de clima subtropical (15 °C-25 °C; 11°S-37°S) que viu entre 0-3 m de fondària.

## Distribució geogràfica
Es troba a Austràlia, Indonèsia i Papua Nova Guinea.

## Observacions
És inofensiu per als humans.